# Peter Deckenbacher

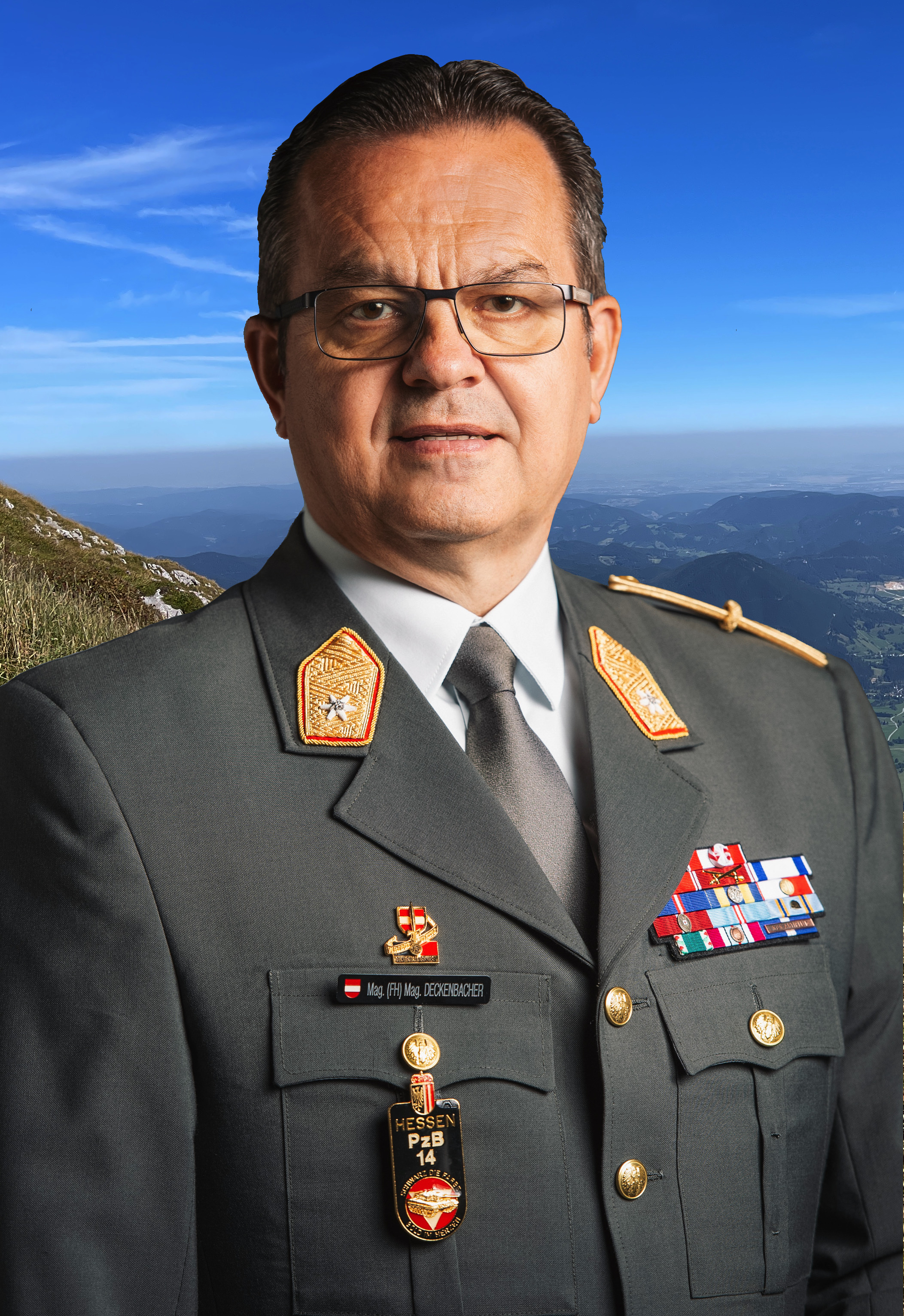
Brigadier Deckenbacher (2021)

Peter Deckenbacher (* 5. Juni 1962 in Linz) ist ein Offizier des Österreichischen Bundesheeres im Range eines Brigadiers.

## Militärische Laufbahn
Deckenbacher rückte 1980 in das Österreichische Bundesheer als Einjährig-Freiwilliger beim damaligen Landwehrstammregiment 41 (LWSR 41) in Steyr ein. Er absolvierte die Ausbildung zum Sperrjäger. Unmittelbar daran diente er bei der 3. Kompanie des LWSR 41 in Enns (Towarek-Schulkaserne). Zwischen 1982 und 1985 absolvierte er seine Ausbildung zum Berufsoffizier an der Theresianischen Militärakademie in Wiener Neustadt. Von 1985 bis 1991 war er Zugs- und Kompaniekommandant im Panzerbataillon 14 in Wels.
Seinen ersten Auslandseinsatz absolvierte er 1988 als Duty Officer im Stab des österreichischen Bataillons der UNDOF (AUSBAT) in Syrien.

## Dienst als Generalstabsoffizier
Nach Absolvierung des 13. Generalstabslehrganges von 1991 bis 1994 an der Landesverteidigungsakademie war er zunächst im BMLV in der Abteilung Rüstungsplanung für die Koordination der Vollzugsplanung verschiedener Waffensysteme zuständig. Im März 1996 wurde er in das Heeres-Nachrichtenamt (HNaA) versetzt und diente in unterschiedlichsten Funktionen in der Analyse und im Führungsbereich.
Im März 2002 wurde Deckenbacher vom damaligen BM Scheibner mit der Führung der Abteilung Fernmeldeaufklärung betraut.
In seiner Dienstzeit im Heeres-Nachrichtenamt absolvierte Deckenbacher seine Truppenverwendung als Kommandant des Pionierbataillons 3 (PiB3) in Melk und war mit seinem Verband u. a. während des Jahrhunderthochwassers im Juli 1997 tätig. 1999 nahm er an einem postgradualen Lehrgang in den USA teil. Von 2001 bis 2005 absolvierte er berufsbegleitend ein Studium der Kommunikationswirtschaft. Er erstellte ein Konzept der Integrierten Kommunikation für das HNaA, das in einem umfassenden Leitbildprozess umgesetzt wurde. Daraus entstand das Leitbild HNaA und ein Truppenkörperabzeichen.
Im Herbst 2005 nahm er am Senior Course des NATO Defense College in Rom teil. Im November 2006 wurde Deckenbacher von BM Platter zum Kontingentskommandanten und DCOM/COS der Multinationalen Task Force South (MNTF S) der Kosovo-Schutztruppe KFOR, mit ca. 2800 Soldaten aus Deutschland, Österreich, Schweiz, Türkei und Georgien, bestellt.
2014 begleitete er auf Weisung des Generalstabschefs eine externe Studie, die als Ziel den Umstieg des BMLV-eigenen Personalinformationssystems auf die durch den Bund bereitgestellte Lösung „PM-Bund“ hatte. BM Klug beauftragte Deckenbacher daraufhin mit der Umsetzung.
Ende 2016 wurde er als designierter stellvertretender Kommandant des damals in Aufstellung befindlichen Kommandos Führungsunterstützung und Cyber-Defense (KdoFüU&CD) dienstverwendet und im Dezember 2017 durch BM Doskozil zum Brigadier ernannt.
Deckenbacher waren Kooperationen im Cyberbereich mit strategischen Partnern (z. B. Kommando Strategische Aufklärung oder Israeli Defense Forces – IDF) und Wissenstransfer (z. B.  Sommerdiskurs der Universität Wien) ein besonderes Anliegen, das er als Vertreter des BMLV in der Cyber Sicherheit Steuerungsgruppe (CSS) einbringen konnte.
Mit Wirksamkeit vom 1. Jänner 2021 wurde er als Leiter der Abteilung Vorschriften & Terminologie eingeteilt.

## Privates
Peter Deckenbacher ist mit Romana Deckenbacher verheiratet und hat einen Sohn.

## Auszeichnungen und Ehrenzeichen
- Großes Ehrenzeichen für Verdienste um die Republik Österreich[8] – 2009
- Silbernes Ehrenzeichen für Verdienste um die Republik Österreich – 2000
- Auszeichnung für Landesverteidigung, Klasse I – 2010[9]
- Einsatzmedaille gem. §2 Abs.1 lit. a WG militärische Landesverteidigung – 1991
- Einsatzmedaillen für UNDOF, KFOR – 1988, 2007
- Wehrdienstzeichen 3. bis 1. Klasse – 2005
- Wehrdienstmedaille in Bronze – 1981
- Katastropheneinsatzmedaille des Landes Niederösterreich – 1997